# Friedrich Schmidt (Politiker, 1874)
Friedrich Schmidt (* 18. Juli 1874 in Hamilton (Ohio); † 5. Juni 1943 in Berlin) war ein österreichisch-US-amerikanischer Architekt und Politiker der Großdeutschen Volkspartei (GdP).

## Ausbildung und Beruf
Schmidt war der Sohn des Kaufmanns Max Schmidt. Die Familie übersiedelte 1877 aus den Vereinigten Staaten nach München.
Nach dem Besuch der Volks- und Realschule ging er an die Technische Hochschule in München. Nach dem Studium, das er mit der Dissertation „Über den Ursprung des Romanischen Baustiles“ mit Dr. Ing. 1904/05 abschloss, war er in Regensburg tätig. Ab 1912 hatte er die Stelle des Stadtarchitekts und städtischen Baurates in Meran inne. Später wurde er Baurat in Innsbruck. Noch 1930 war er Funktionär im Verein der Ingenieure in Tirol und Vorarlberg.

## Politische Funktionen
- 1919–1920: Abgeordneter zum Tiroler Landtag
- 1919–1920: Landeshauptmann-Stellvertreter von Tirol

## Politische Mandate
- 10. November 1920 bis 20. November 1923: Abgeordneter zum Nationalrat (I. Gesetzgebungsperiode), GdP

## Schriften
- Über den Ursprung des romanischen Baustils. Regensburg, 1904. (Volltext in der Google-Buchsuche)